# Нова антикапіталістична партія
Нова антикапіталістичний партія (фр. Nouveau Parti anticapitaliste; NPA) — ультраліва політична партія у Франції, заснована у лютому 2009 року. Партія була створена з метою об'єднання розрізнених рухів французької радикальної лівиці, а також залучення нових активістів, спираючись на спільні успіхи ультралівих партій на президентських виборах 2002 року, коли вони отримали 10,44% голосів, і 2007 року — 7%. 
Партія тісно пов'язана з поштовим працівником Олів'є Безансно, головним речником колишньої троцькістської Революційної комуністичної ліги. У березні 2011 року Міріам Мартен і Крістін Пупен були обрані головними речницями НПА. У травні 2012 року Міріам Мартен підтримала кандидатуру Жана-Люка Меланшона від Лівого фронту на президентських виборах замість кандидата від НПА — робітника та профспілкового активіста заводу Ford у Бордо Філіппа Путу, який у першому турі посів восьме місце, отримавши 411 160 голосів, що склало 1,15% від загальної кількості. У липні 2012 року Мартен покинула НПА.

## Ідеологія
Заявлена мета партії — «побудувати нову соціалістичну, демократичну перспективу для XXI століття».
Олів'є Безансно заявлявляв, що партія перебуватиме «ліворуч і вестиме антикапіталістичну, інтернаціоналістську, антирасистську, екологічну та феміністичну боротьбу, протистоячи всім формам дискримінації». Революційна комуністична ліга, попередниця НПА, виразно асоціювала себе з троцькізмом, але НПА вирішила від цього відійти. Такі питання, як виведення французьких військ з Афганістану, підвищення мінімальної заробітної плати та розвиток публічних послуг, підтримуються всіма членами НПА.
Кандидат партії на президентських виборах у Франції 2022 року, Філіпп Путу, в інтерв'ю для Franceinfo заявив, що у разі обрання амністує всіх «політичних в'язнів», таких як члени FLNC і ETA, а також засудив «колоніальне ставлення» Франції до Корсики та Країни Басків.